# لبنان في الألعاب الآسيوية 2010
شاركت لبنان في النُسخة السادسة عشرة من دورة الألعاب الآسيوية 2010 التي أقيمت بمدينة غوانزو في الصين خلال الفترة من 12 نوفمبر (تشرين الثاني) وحتى 27 نوفمبر (تشرين الثاني) 2010، وتمكّنت لبنان خلال منافسات البطولة من إحراز ثلاثة ميداليات منها برونزيتان وميدالية فضية واحدة فقط.
تمكّنت لاعبة التايكوندو اللبنانية أندريا باولي من إحراز أول ميدالية برونزية للبنان في البطولة في وزن تحت 57 كيلوغرام بعدما خسرت مباراتها في الدور النصف النهائي امام لاعبة كوريا الجنوبية لي سونغ هاي بنتيجة 1-4.

## الميداليات
تمكّن لاعبي لبنان من إحراز الميداليات الآتية خلال منافسات النُسخة السادسة عشرة من بطولة دورة الألعاب الأسيوية عام 2010:
| الميدالية | اسم الفائز                       | اللعبة      | المنافسات                                | تاريخ الفوز |
| --------- | -------------------------------- | ----------- | ---------------------------------------- | ----------- |
| برونزية   | أندريا باولي                     | التايكواندو | تحت وزن 57 كيلوغرام (للسيدات)            | 18 نوفمبر   |
| فضية      | عبده اليازجي، جوزيف حنا، جو سالم | الرماية     | منافسات الاطباق من الحفرة (لفردي الرجال) | 19 نوفمبر   |
| برونزية   | جو سالم                          | الرماية     |                                          | 19 نوفمبر   |

## اللاعبين المُشاركين
شارك 53 لاعبًا من لبنان في منافسات النُسخة السادسة عشرة من بطولة دورة الألعاب الأسيوية عام 2010 موزّعين على 15 لعبة على النحو التالي:
| اللعبة      | عدد اللاعبين المُشاركين من لبنان |
| ----------- | ------------------------------- |
| ألعاب القوى | 2                               |
| البلياردو   | 2                               |
| المبارزة    | 3                               |
| الجولف      | 4                               |
| الجودو      | 6                               |
| الرماية     | 6                               |
| تنس الطاولة | 2                               |
| التايكوندو  | 7                               |
| المصارعة    | 2                               |
| الووشو      | 4                               |